# سیارک ۵۹۳۳
سیارک ۵۹۳۳ (به انگلیسی: 5933 Kemurdzhian، نامگذاری:1976QN) پنج هزار و نهصد و سی و سومین سیارک کشف شده‌است که در ۲۶ اوت ۱۹۷۶ کشف شد.
قدر مطلق سیارک برابر ۱۴٫۵۰ است.